# Dialommus
Dialommus is een geslacht van straalvinnige vissen uit de familie van slijmvissen (Labrisomidae). Het geslacht is voor het eerst wetenschappelijk beschreven in 1891 door Gilbert.

## Soorten
- Dialommus fuscus Gilbert, 1891
- Dialommus macrocephalus(Günther, 1861)